# Expressão neutra

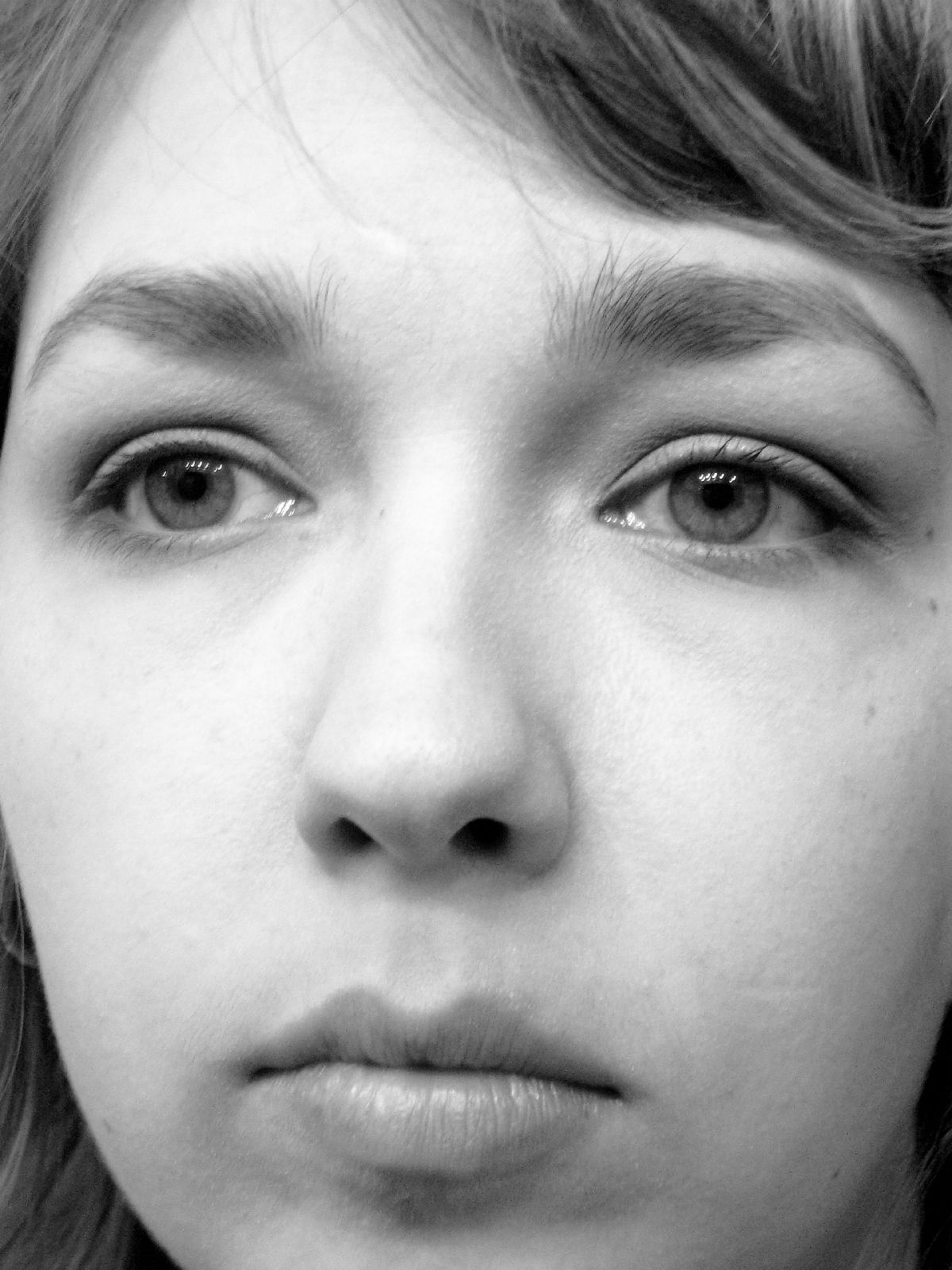
Típica expressão facial neutra

A expressão em branco ou expressão neutra, também denominada poker face (cara que se faz ao jogar pôquer) é uma expressão facial caracterizada pelo posicionamento neutro das características faciais, o que implica uma ausência de qualquer tipo de emoção. Ela pode ser causada pela falta de emoção, depressão, tédio, ligeira confusão (como quando alguém se refere a algo que o ouvinte não entender), ou pode ser uma tentativa deliberada para disfarçar as emoções, como quando se joga o jogo de cartas poker.
O termo poker face foi usado fora do jogo de poker por jornalistas esportivos americanos na década de 1920 para descrever um concorrente que apareceu afetado por situações estressantes (uma habilidade importante quando se joga poker a dinheiro, para evitar dar o seu adversário qualquer pista sobre sua mão). É frequentemente usado por profissionais de saúde mental para descrever certos comportamentos do paciente, e por comerciantes e vendedores durante as negociações comerciais..